# 笑口组
《笑口组》（英語：Laugh Maker），前称《都市笑口組》，是大湾区卫视（原广东南方卫视）制作的一個以flash虛擬背景與真人表演結合的粤语小品欄目劇。節目自2003年7月14日首播，每集時長約9分鐘，最初由劉云明（劉汗）、胡向真（金桔）、張鵬（李富貴）固定主演，其後不斷加入新角色。節目在廣東地區人氣高企，曾改編成舞台剧及系列漫畫。

## 播放时间
- 电视首播
  - 大湾区卫视：每天18:35
- 音頻首播
  - 粤听APP

## 演員表
| 演員            | 角色   | 備註                                                   |
| 张鹏            | 李富貴 | 原三大主演之一                                         |
| 劉汗 （刘云明） | 劉汗   | 原三大主演之一，近年已淡出劇組。                       |
| 胡向真          | 金桔   | 原三大主演之一，近年已淡出劇組。                       |
| 刘珂            | 沙糖桔 | 主要演員。                                             |
| 陈智江          | 常满   | 主要演員。                                             |
| 邓允其          | 咪咪   | 主要演員。                                             |
| 王莉莉          | 鲁秋香 | 主要演員。                                             |
| 何志锋          | 鸡翼坚 | 主要演員。                                             |
| 曾国辉          | 毛忌   | 主要演員。                                             |
| 張瑩            | 夢露   | 主要演員。                                             |
| 吴一尘          | 吴一一 | 主要演員。                                             |
| 陈冬冬          | 幺叔   | 主要演員。                                             |
| 陈汶倩          | 陈小倩 | 主要演員。                                             |
| 毛希希          | 毛希希 | 主要演員。                                             |
| 邓大卫          | 邓肯   | 主要演員。                                             |
| 劉亮            | 九两金 | 主要演員。                                             |
| 李蔓池          | 慈姑   | 主要演員。                                             |
| 赵超越          | 铁柱   | 主要演員。                                             |
| 钟文星          | 猩星   | 專門演領導，以“猩總”一角而聞名。近年已淡出劇組。       |
| 周丽珊          | 周恭喜 | 近年已淡出劇組。                                       |
| 古金燕          | 豆豆   | 近年已淡出劇組。                                       |
| 李國君          | 羅囉拔 | 近年已淡出劇組，在广东公共频道《DV现场》担任新闻主播。 |
| 麥曉彤          | BoBo   | 近年已淡出劇組。                                       |
| 沙田柚          | 沙田柚 | 兒童演員，飾砂糖桔之女。                               |
| 梁小吞          | 小吞   | 客串。                                                 |
| 細龜            | 細龜   | 客串。                                                 |
| 陳星            | 陳星   | 開播初期偶爾客串，前城事特搜主持人。                   |
| 容伟斌          | 容伟斌 | 開播初期偶爾客串，前城事特搜主持人。                   |
| 骆伟瑜          | 骆伟瑜 | 開播初期偶爾客串，城事特搜主持人。                     |

## 節目組成變遷
自2003年開播後數年間，為單集播放，每集为9分钟左右的一个粤语喜剧小品，起初完结后以幻灯片式片段配以流行歌曲回放剧情，主演最后附上一段粤语数白榄顺口溜总结，后来该环节被取消。在周末、节假日更会以「狂喜周末」、「爆笑連環爆」形式在白天时段重播精华集数。2012年推出《笑口連續劇場》，其系列包括《娛樂是個圈》、《搶錢家族》、《眾裡尋他兜錯路》、《烏龍衙門烏龍事》、《烏龍片場麻煩事》、《有求必應》、《烏龍衙門荒唐事》和《多事村事多》，並改為兩集連播。2013新年推出《瘋狂主播》，在原先小品的基礎上，加主播（笑口組演員）點評的小品。當時播出形式為：第1集為往期回放（但不是《瘋狂主播》和《笑口連續劇場》），第2集為《笑口連續劇場》或《瘋狂主播》。
隨南方衛視擴容改版，2017年7月10日起，該節目成為《城事特搜》內的环节，並恢復一集播出，播放完後繼續《城事特搜》的新聞時段。自2018年8月1日起從《城事特搜》中脱離，恢復為獨立節目。並與珠江經濟台、“粵聽”APP合作，推出音頻版。
自2020年1月1日起，改用全新片头和片尾，并开始以16:9格式进行播放。2020年10月起，随南方卫视高清化改版而更名为《笑口组》。
2022年3月23日至4月5日曾暫停播出，該時段改為播出《每日運動派》；直至4月6日恢復播出。
近年來，礙於內部因素，每天播出的集數不一定是最新制作，偶爾重播過往節目。值得注意的是，翻拍過往《笑口組》的經典劇本也漸漸成為常態。

## 音乐
节目片头曲为广东音乐《将军令》选段，片尾曲原为Hampton the Hampster的《The Hampster Dance Song》，后改为一众演员演唱的主题曲《笑崩牙》。

## 節目相關
- 都市笑口組舞台劇：由电视版原班人马改编的舞台剧，2006年12月在廣州友誼劇院公演兩場[5]。
- 《都市笑口組》漫畫集：全国首部电视栏目漫画集，在播出的近900集故事中精选出40集手绘而成[6]。
- 飯盒臨記的故事：2011年劇組推出的活動，讓觀眾參與笑口組演出。